# حسو العلباوی
حسو العلباوی (به عربی: حسو العلباوی) یک روستا در سوریه است که در ناحیه سعن واقع شده‌است. حسو العلباوی ۶۹۶ نفر جمعیت دارد.